# Jennifer Hudson (album)
Jennifer Hudson este albumul de debut al interpretei americane Jennifer Hudson. Deși se preconiza că va fi distribuit lanțurilor de magazine în prima parte a anului 2008, discul a început să fie comercializat abia în toamna anului amintit. Primul extras pe single al albumului — „Spotlight” — a fost trimis posturilor de radio americane pe data de 9 iunie 2008, urmând ca într-un interval de douăzeci și patru de ore să fie distribuite și primele descărcări digitale. Înregistrarea, compusă cu ajutorul echipei de producători Stargate și Ne-Yo, a câștigat clasări de top 40 în Billboard Hot 100 și a obținut prima poziție în ierarhiile de muzică R&B din S.U.A.. Fiind lansat și la nivel mondial, „Spotlight” a înregistrat clasări similare, cea mai bună prezență fiind obținută în Regatul Unit, unde a staționat în primele o sută de trepte timp de douăzeci și șapte de săptămâni. Albumul de proveniență a fost lansat la scurt timp, debutând pe poziția secundă în Billboard 200, grație celor peste 217.000 de exemplare comercializate în primele șapte zile de disponibilitate. După doar șase săptămâni, Jennifer Hudson a primit un disc de aur în țara natală a interpretei, acest lucru punând în evidență faptul că materialul a depășit pragul de jumătate de milion de unități vândute. În februarie 2009 balada „If This Isn't Love” a fost extrasă pe disc single și distribuită în Regatul Unit, regiune unde a câștigat locul 37. Ultima înregistrare promovată de pe album, „Giving Myself”, a fost lansată doar pe plan local, înregistrând clasări dezamăgitoare.
Pentru album, Hudson a primit un total de patru nominalizări la premiile Grammy desfășurate în anul 2009, la categoriile „Cel mai bun album de muzică R&B” (pentru Jennifer Hudson), „Cea mai bună interpretare R&B”, „Cel mai bun cântec R&B” (amble pentru șlagărul „Spotlight”), „Cea mai bună interpretare R&B a unui grup” (pentru colaborarea cu Fantasia Barrino: „I'm His Only Woman”). Solista a fost desemnată câștigătoarea primului trofeu, acordat pentru materialul său de debut, în timpul ceremoniei interpretând și înregistrarea „You Pulled Me Through”, de pe discul recompensat. În februarie 2009, artista a interpretat imnul național al Statelor Unite ale Americii, „The Star-Spangled Banner” în timpul evenimentului Super Bowl XLIII. Pentru a-și promova albumul, Hudson a portnit într-un turneu de promovare în compania solistului Robin Thicke.

## Ordinea pieselor pe disc
Ediția standard
1. „Spotlight” — 4:10
2. „If This Isn't Love” — 3:36
3. „Pocketbook” — 3:18
4. „Giving Myself” — 4:15
5. „What's Wrong (Go Away)” — 3:33
6. „You Pulled Me Through” — 3:40
7. „I'm His Only Woman” — 4:18
8. „Can't Stop the Rain” — 4:44
9. „We Gon' Fight” — 3:43
10. „And I Am Telling You I'm Not Going” — 4:43
11. „Jesus Promised Me a Home Over There” — 4:24